# Yoshinori Mutō
Yoshinori Muto (japanska: 武藤 嘉紀?, Mutō Yoshinori), född den 15 juli 1992 i Setagaya i Japan, är en japansk fotbollsspelare som spelar för Vissel Kobe.

## Klubbkarriär
Den 2 augusti 2018 värvades Muto av Newcastle United, där han skrev på ett fyraårskontrakt. Den 16 september 2020 lånades Muto ut till spanska Eibar på ett låneavtal över säsongen 2020/2021.
Den 7 augusti 2021 värvades Muto av Vissel Kobe.

## Landslagskarriär
Den 15 december 2014 tog Japans förbundskapten ut Muto till det asiatiska mästerskapet i fotboll 2015.
Muto landslagsdebuterade för Japan den 9 maj 2014 i en vänskapsmatch mot Uruguay, en match där Japan förlorade med 2-0.